# Heimatmuseum Zehlendorf
Das Heimatmuseum Zehlendorf ist ein regionales Museum für die Ortsgeschichte des ehemaligen Berliner Bezirks Zehlendorf und der Ortsteile im heutigen Bezirk Steglitz-Zehlendorf. Es hat seinen Sitz im alten Schulhaus im „Historischen Winkel“ Zehlendorfs an der Clayallee 355. Träger des Museums ist der Heimatverein Zehlendorf e. V. (1886).

## Geschichte
Nachdem das Dorf Zehlendorf 1872 eine selbstständig gewordenen Landgemeinde in Preußen geworden war, konnten in Orts- und Museumsvereinen wie dazumal dem Zehlendorfer Ortsverein von 1886 bereits Dokumente und Gegenstände der Heimatgeschichte gesammelt werden. Bemühungen zur Errichtung eines eigenen Heimatmuseums gingen jedoch in den Wirren des Zweiten Weltkriegs unter.
1949 wurde der Heimatverein als Verein für Heimatkunde und Vorgeschichte Zehlendorfs e. V. gegründet, welcher die bereits vorhandenen historischen Sammlungen übernahm und sie 1957 – nun unter dem neuen Namen „Heimatverein für den Bezirk Zehlendorf e. V.“ – in angemieteten Räumen der Sidonie-Scharfe-Stiftung in der Scharfestraße unterbrachte.
Unter welchen erheblichen Mühen und Schikanen der (amerikanischen) Besatzungsmacht in Form der Alliierten Kommandantur bloß unweit im hiesigen Bezirk Zehlendorf selbst (als Ständige Vertretung des Alliierten Kontrollrats über Gesamt-Deutschland), die Vereinsgründung im Nachkriegsdeutschland seinerzeit stand, davon zeugt die dokumentierte schriftliche ursprüngliche Kunde von keinem geringeren als dem damaligen Oberbürgermeister Ernst Reuter höchstselbst – Im Zuge dessen rezitiere der Heimatverein im Rahmen einer Sonderausstellung zum 120. Geburtstag Ernst Reuters folgendes Archiv-Dokument;

„Der Heimatverein Zehlendorf ist Ernst Reuter in besonderer Weise verbunden – nicht nur, weil er viele Jahre in der Zehlendorfer Bülowstraße wohnte, sondern auch, weil er 1949 „Geburtshelfer“ des Vereins
war.
Mit der Anordnung BK/O (47) 66 vom 22. März 1947 regelte die Alliierte Kommandantur das Zulassungsverfahren für nichtpolitische Organisationen. Anträge waren 27fach [sic!], darunter auch in englischer, russischer und französischer Sprache, einzureichen. Auf dieser Grundlage erhielt der „Verein für Heimatkunde und Vorgeschichte Zehlendorfs“ – er führt erst später den kürzeren Namen Heimatverein Zehlendorf – seine Tätigkeitserlaubnis:
Magistrat von Groß-Berlin
Berlin-Schöneberg, den 14. Oktober 1949
An die Gründer des
Vereins für Heimatkunde und Vorgeschichte Zehlendorfs e.V.
zu Händen Herrn Curt Riedel
Der Magistrat von Groß-Berlin hat den Verein für Heimatkunde und Vorgeschichte Zehlendorfs e.V. als nichtpolitische Organisation auf Grund des von Ihnen eingereichten Antrages für den Bereich von Groß-Berlin anerkannt.
Die Organisation darf vom 14. Oktober 1949 ab ihre Tätigkeit im Bereich von Groß-Berlin ausüben. Jede Änderung der Satzung ist dem Magistrat von Groß-Berlin – Stadtkanzlei – vorzulegen; die Satzungsänderung wird erst mit der Genehmigung durch den Magistrat wirksam.
R e u t e r
Oberbürgermeister“

Die Pläne zur letztendlichen Errichtung von auch der Öffentlichkeit zugänglichen Ausstellungsräumen wurden erst 1973 realisiert, nachdem vom Bezirksamt Zehlendorf das alte Schulhaus an der Clayallee 355 übernommen werden konnte.

## Altes Schulhaus

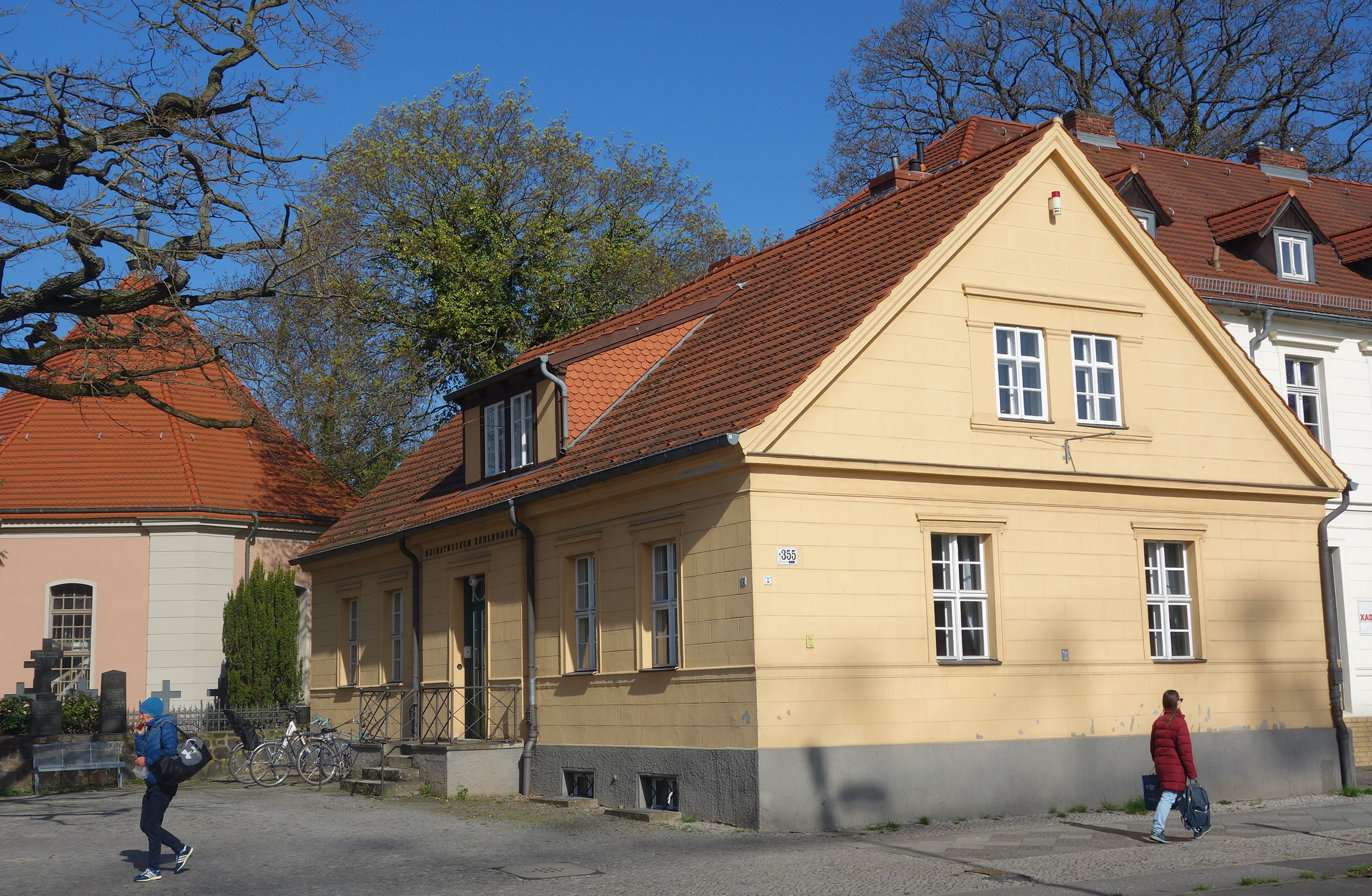
Altes Schulhaus Berlin-Zehlendorf, Sitz des Heimatmuseums und des Heimatvereins Zehlendorf e. V. (1886)

Das alte Schulhaus wurde 1828 von Wilhelm Pasewaldt als Ersatz für einen Vorgängerbau errichtet und beherbergte ein Klassenzimmer sowie die Wohnung des Dorflehrers. Erster Bewohner war der Küster, Lehrer und Dorfchronist Ernst Ferdinand Schäde (1772–1861). Zusätzlich zu seinen Tätigkeiten unterhielt dieser in dem Gebäude eine Seidenraupenzucht, was im Heimatmuseum auch dargestellt wird. Nachdem 1876 die neue Gemeindeschule (die spätere Nordschule) eröffnet worden war, zog die Verwaltung der Landgemeinde Zehlendorf in das Gebäude. Umbauten erfolgten 1876 und 1895. Im Dachgeschoss wurde dabei eine Wohnung für den Gemeindediener eingerichtet. Auf der Nordseite entstanden in den Jahren 1900 und 1909 Erweiterungsbauten für die Zehlendorfer Verwaltung. 1924 zog in das alte Schulhaus eine Schuhmacherwerkstatt ein, 1934–1972 wurde das Gebäude vom Tiefbauamt Zehlendorf – seit 1920 ein Bezirk Groß-Berlins – genutzt. 1973 stellte das Bezirksamt das Gebäude – ohne die nördlichen Erweiterungsbauten – dem inzwischen zum Heimatverein Zehlendorf e. V. (1883) umbenannten Heimatverein zur Verfügung. Gemeinsam mit der Alten Dorfkirche, ihrem Kirchhof und der Friedenseiche von 1871 bildet das alte Schulhaus den „Historischen Winkel“ Zehlendorfs. Das Gebäude ist als Baudenkmal unter der Nummer 09075718 in die Denkmaldatenbank des Landesdenkmalamtes des Landes Berlin eingetragen.

## Sammlungen und Aktivitäten

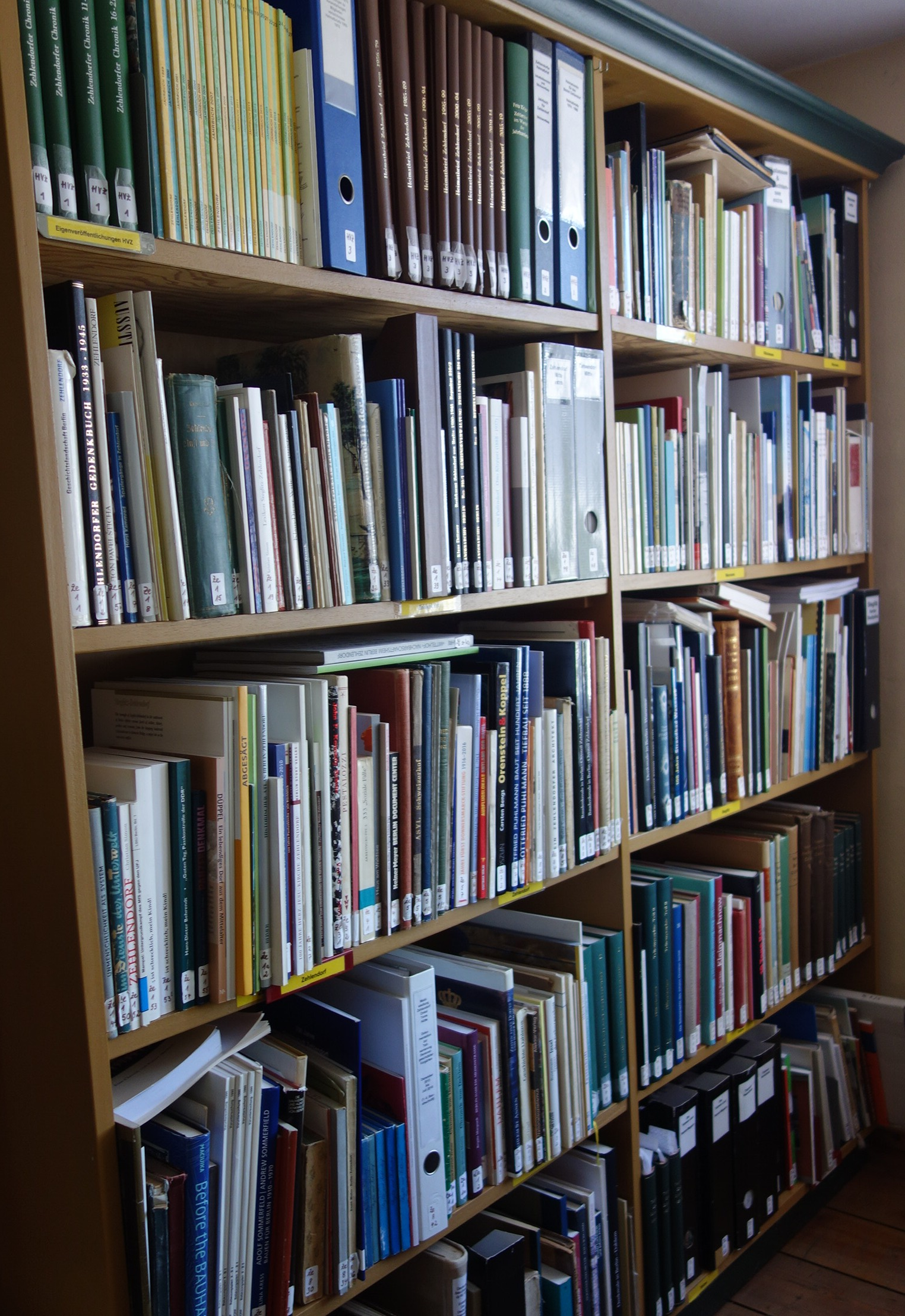
Bibliothek im Heimatmuseum Zehlendorf

Dauer- und Sonderausstellungen des Vereins haben im Erdgeschoss des alten Schulhauses ihren Platz. Im Obergeschoss wurden neben Verwaltungsräumen die Bibliothek und das Archiv der umfangreichen Sammlungen an Zeitungen, Fotos, Landkarten, Dokumenten sowie Unterlagen zu Persönlichkeiten und Institutionen des Bezirks eingerichtet. Der Bestand des Archivs wird fortlaufend von ehrenamtlichen Mitarbeitenden mithilfe einer Museumssoftware digitalisiert.

## Dauerausstellung
Unter der Überschrift „Vom Bauernhof zur Vorortgemeinde“ wird in der Dauerausstellung im Wesentlichen die Geschichte des Ortes bis zur frühen Nachkriegszeit in der ersten Hälfte des 20. Jahrhunderts gezeigt. Zahlreiche Ausstellungsstücke geben Einblicke in die Entwicklung Zehlendorfs und in das Leben seiner Einwohner. Neben einem Modell des alten Dorfes um 1820 beherbergt die Ausstellung Zeugnisse aus der Geschichte Zehlendorfs bis zur Eingemeindung nach Berlin 1920, Objekte aus der früheren Dorfschule sowie Erinnerungsstücke an den Bezirk und ihrer hier lebenden Berühmtheiten. Eine Aktualisierung der Dauerausstellung, die noch in der Zeit vor dem Zweiten Weltkrieg endet (Stand: 2023), ist geplant.

## Sonderausstellungen (Auswahl)
- „Wannsee 1945 – Die letzten Tage“ (1980)
- „150 Jahre Erste preußische Eisenbahn Potsdam – Zehlendorf – Berlin“ (1988)
- „AVUS-Geschichte(n) – Vom Gestellweg zur Autobahn“ (1996)
- „Unsere Amis – Amerikaner in Zehlendorf 1945–1994“ (2000)
- „Weltpolitiker und Privatmann – Ernst Reuter in Zehlendorf zu Hause“ (2009)[α 5][9]
- Zum 80. Jahrestag der Machtergreifung: Zerstörte Vielfalt – „Zehlendorf wurde braun“ (2013)[10][α 6]
- „Schönow – Ein Dorf zwischen Teltow und Zehlendorf“ (2014)
- „Vielfalt im Achteck – 250 Jahre Alte Dorfkirche Zehlendorf“ (2018)
- „100 Jahre Bauhaus in Zehlendorf“ (2019)
- „Zehlendorfer Künstler in den Zwanzigern – Weimarer Kultur in der Peripherie“ (2020)
- „Bruno Taut und die Amsterdamer Schule“ (2021)
- „Hans Söhnker – Leinwandheld und Lebensretter“ (2021)
- „Verlorengegangen (worden) – Auf Spurensuche jüdischen Lebens in Zehlendorf“ (2022)
- „Zehlendorf à la carte – Landkarten und Luftbilder unter der Lupe“ (2024)[11]
- „Die Geschichte des Bali-Kinos am S-Bahnhof Zehlendorf“ (2024)[12][α 7]
- „Die Stunde Null, die es nicht gab – Zehlendorf ’45 – Zwischen Kapitulation und Befreiung“ (2025)[13][14][α 8]

Die Themen der Sonderausstellungen werden stets als Titelthema im Zehlendorfer Heimatbrief behandelt oder es wird ihnen ein Sonderheft der Publikation gewidmet.

## Öffnungen und Besucher
Bei freiem Eintritt werden die Öffnungszeiten des Museums durch ehrenamtliche Mitarbeitende des Heimatvereins gewährleistet. Die Zahl der Museumsbesucher und der Teilnehmer an Veranstaltungen lag 2019 bei 4622. Zusätzlich zu den regelmäßigen Öffnungszeiten ist das Museum auch in den Schulferien sowie zur jährlich stattfindenden Langen Nacht der Museen in Berlin geöffnet.